# Saliendo del baño (1915)
Saliendo del baño es una obra de Joaquín Sorolla y Bastida pintada al óleo sobre lienzo con unas dimensiones de 130 x 150,50 cm. Está datado, según firma, en el año 1915 y actualmente se conserva en el Museo Sorolla de Madrid.

## Historia
El cuadro fue pintado en junio de 1915, en Valencia, en un descanso del pintor de sus trabajos para la Hispanic Society of America. A este mismo periodo pertenecen obras tan notables como Niña entrando en el baño pintado el verano de ese mismo año. 
La salida del baño en la playa fue un tema recurrente para Sorolla y existen varias obras de parecido contenido y mismo título pues tenían muy buena acogida por parte de crítica y público.
En concreto, este cuadro ha sido expuesto en múltiples ocasiones:
- Exposición Arte español contemporáneo; París: 1919.
- Exposición Homenaje a Sorolla; Madrid: Real Academia de Bellas Artes de San Fernando, 1924.
- Exposición de pintura española en la Royal Academy; Royal Academy of Arts, 1920.

En 1929, a la muerte de Sorolla, el cuadro formaba parte del legado del pintor a su mujer Clotilde y actualmente se conserva en el Museo Sorolla, aunque el cuadro ha mantenido ese carácter itinerante y ha formado parte de diversas exposiciones en época reciente.

## Detalles y descripción
En primer plano y ocupando casi por completo la composición aparece una mujer casi de cuerpo entero que sostiene en sus brazos a un niño recién salido del agua y envuelto en una tela blanca. En el fondo de la pintura y a excepción de una pequeña franja superior de cielo y otra inferior de arena, el protagonista absoluto es el mar.
En la obra predominan brillantes tonos blanco-azulados que han sido aplicados con una pincelada cargada, ágil y suelta que nos evoca la clara luz de la mañana valenciana.